# Фестивал кореографских минијатура
Фестивал кореографских минијатура (ФКМ), се први пут одржава  1997. године у организацији Удружења балетских уметника Србије. Од самог почетка постојања фестивала, великом броју младих људи и кореографа је пружена прилика за промовисање рада и личног кореографског израза пред публиком уживо.  Главни програм фестивала подразумева интернационално такмичење кореографа и њихових премијерно изведених кореографија које трају до десет минута. Фестивал се одржава сваке године у периоду маја и јуна у Народном позоришту у Београду. Представе ревијалног програма се играју и на другим сценама београдских позоришта.

## Циљ и идеја фестивала
Организатори Фестивала кореографских минијатура, настоје да окупе младе неафирмисане, али и афирмисане кореографе и играче. Циљ је  такмичење и размена искустава и идеја. Фестивал пружа непосредан увид у токове и тенденције савремене игре.
ФКМ је подржан од Министарства културе и информисања Републике Србије и Секретаријата за културу Града Београда